# Stu Williamson
Stu Williamson (14. května 1933 Brattleboro, Vermont – 1. října 1991 Studio City, Kalifornie) byl americký jazzový trumpetista, mladší bratr klavíristy Claude Williamsona. V roce 1949 se přestěhoval do Los Angeles a o dva roky později spolupracoval se Stanem Kentonem, ke kterému se vrátil znovu v letech 1954–1955. Mezi tím, v letech 1952–1953, hrál v kapele Woodyho Hermana. Později hrál několik let s bubeníkem Shelly Mannem a věnoval se práci studiového hudebníka. Během své kariéry spolupracoval i s dalšími hudebníky, mezi které patří Clifford Brown, Ella Fitzgeraldová, Terry Gibbs, Elmo Hope nebo Dizzy Gillespie.